# 第五代電腦
第五代電腦（第五世代コンピュータ）是日本通商產業省（現稱經濟產業省）於1982年的一個大型研發計畫，其目的為開發一部劃時代的電腦，利用大量平行計算，使它擁有超級電腦的運算效能和可用的人工智能能力。名字中的「第五代」用於指明它將會是具劃時代意義的電腦。